# AndGIRL
『andGIRL』（アンドガール）は、DONUTSが発行し、主婦の友社が発売しているファッション雑誌。2012年10月12日（11月号）創刊。季刊誌。
エムオン・エンタテインメントから発行されていた月刊誌は2020年9月12日発売の10月号をもって休刊となり、ウェブサイトでの情報発信のみ継続していたが、2021年3月に株式会社ソニー・ミュージックエンタテインメントより事業譲受
され、2023年3月より季刊誌となり復刊した。

## レギュラーモデル
五十音順
- 愛甲千笑美
- 朝比奈彩
- 安座間美優
- 内田理央
- 絵美里
- 大石絵理
- 加治ひとみ
- 河北麻友子
- 小林由依（元・櫻坂46）
- 近藤千尋
- 桜井玲香
- 渋谷凪咲（元・NMB48）
- 新内眞衣
- 高垣麗子
- 高梨臨
- 高本彩花（元・日向坂46）
- 谷まりあ
- 中村アン
- 西山真以
- 野崎萌香
- 濱岸ひより（元・日向坂46）
- 藤野有理
- 美香
- 宮田聡子
- 森絵梨佳
- 吉田夏海
- ヨンア
- 渡辺知夏子